# SouthernUnderground
Albums de CunninLynguists
Will Rap for Food
(2001) A Piece of Strange
(2006)
Singles
1. Seasons
Sortie : 2002

SouthernUnderground est le deuxième album studio de CunninLynguists, sorti le 1er avril 2003.
L'album est surtout connu pour le single Seasons, avec Masta Ace en featuring, qui compare les différentes périodes de l'histoire du hip-hop aux saisons.
On y trouve également des chansons plus politiques comme Dying Nation, War ou encore Appreciation qui parle des attentats du 11 septembre 2001.
Le titre Falling Down est, quant à lui, inspiré par le personnage, interprété par Michael Douglas, qui se livre à un déchaînement de violence dans la ville de Los Angeles dans le film Chute libre.

## Liste des titres
| No  | Titre                                                    | Contient un (des) sample(s) de | Durée |
| --- | -------------------------------------------------------- | --- | ----- |
| 1.  | Intro                                                    | | 0:59  |
| 2.  | Southernunderground                                      | Casanova '70 de Ruby Andrews My Bad de Fat Joe et Party Arty                                                                      | 2:39  |
| 3.  | The South                                                | Description of a Fool de A Tribe Called Quest 616 Rewind de CunninLynguists Flute Solo de Jethro Tull                             | 3:29  |
| 4.  | Love Ain't (featuring Tonedeff)                          | Traces de Classics IV I Love You More Than You'll Ever Know de Blood, Sweat and Tears                                             | 4:00  |
| 5.  | Rain                                                     | We All Fall in Love Sometimes d'Elton John                                                                                        | 3:16  |
| 6.  | Doin Alright                                             | Book of Saturday de King Crimson                                                                                                  | 4:40  |
| 7.  | Interlude 1                                              | Walking in Space (My Body) de Galt MacDermot, Gerome Ragni et Jim Rado                                                            | 1:25  |
| 8.  | Old School                                               | | 3:54  |
| 9.  | Seasons (featuring Masta Ace)                            | 13th Floor/Growing Old d'OutKast 9th Wonder (Blackitolism) des Digable Planets How Many Mics des Fugees I Got Love de Melba Moore | 3:36  |
| 10. | Nasty Filthy (featuring Supastition et Cashmere the Pro) | Cloudy de l'Average White Band By Your Side de Tower of Power                                                                     | 4:47  |
| 11. | Falling Down                                             | The Windmills of Your Mind de Ferrante & Teicher                                                                                  | 6:34  |
| 12. | Sunrise/Sunset                                           | Sunrise, Sunset de Ray Conniff | 3:39  |
| 13. | Interlude 2                                              | | 1:30  |
| 14. | Appreciation (Remix) (featuring Cashmere the Pro)        | | 3:27  |
| 15. | Dying Nation                                             | Extraits de Fahrenheit 9/11 | 3:38  |
| 16. | War                                                      | Survival of the Fittest de Mobb Deep April de Deep Purple                                                                         | 6:59  |

| 17. | Southernunderground (Instrumental) | 2:34 |
| 18. | The South (Instrumental)           | 3:27 |
| 19. | Love Ain't (Instrumental)          | 3:48 |
| 20. | Rain (Instrumental)                | 3:30 |